# Freiwillige Selbstkontrolle Multimedia-Diensteanbieter
Die Freiwillige Selbstkontrolle Multimedia-Diensteanbieter e. V. (FSM) ist ein gemeinnütziger eingetragener Verein mit Sitz Berlin, der sich in erster Linie dem Jugendmedienschutz widmet.
Im November 2005 wurde die FSM als Einrichtung der Freiwilligen Selbstkontrolle durch die Kommission für Jugendmedienschutz (KJM) anerkannt. Ordentliche Mitglieder des Vereins haben die Möglichkeit, sich dem im Jugendmedienschutz-Staatsvertrag (JMStV) vorgesehenen „Modell der regulierten Selbstregulierung“ anzuschließen. Den Unternehmen kommt damit die im JMStV vorgesehene Privilegierung für Mitglieder einer anerkannten Selbstkontrolle zugute. Im Falle einer Beanstandung der KJM hinsichtlich eines Verstoßes gegen die Bestimmungen des JMStV ist die FSM als anerkannte Einrichtung der Selbstkontrolle einzubeziehen, wenn es sich bei dem Anbieter um ein ordentliches Mitglied der FSM handelt. Ihre Prüfergebnisse sind für die KJM und die zuständigen Landesmedienanstalten verbindlich, wenn sie im Rahmen des rechtlich vorgegebenen Beurteilungsspielraums bleiben.

## Tätigkeitsbereiche
Der Verein betreibt eine Beschwerdestelle. Über ein Formular auf der Website der FSM oder über die in Kooperation mit dem Branchenverband eco e. V. betriebene Internet-Beschwerdestelle kann eine Beschwerde eingereicht werden. Tätigkeitsbereiche sind die Bearbeitung von Beschwerden über strafbare oder jugendgefährdende Inhalte im Bereich des Jugendmedienschutzes von Mitgliedern und Nicht-Mitgliedern. Die FSM betreibt umfangreiche Aufklärungsarbeit zur Förderung der Medienkompetenz von Kindern und deren Erziehungsberechtigten z. B. im Rahmen des Projektes der „Internauten“. Das medienpädagogisch begleitete Portal unterstützt junge Internetnutzer bei ihren ersten Schritten im Internet und gibt ihnen auf spielerische Art Informationen und Tipps zum Thema Sicherheit im Umgang mit neuen Medien. Lehrer können für ihre schulische Arbeit mit Kindern der 3. bis 6. Jahrgangsstufe außerdem den Internauten-Medienkoffer mit Lernmaterialien bestellen und in den Unterricht integrieren.
Die FSM bietet ein Altersklassifizierungssystem an, auf dem Anbieter mit Hilfe eines Fragebogens ihre Onlineinhalte bewerten und eine Altersstufe generieren können. Die Altersstufe wird als technisches Label ausgegeben, das im Webangebot hinterlegt werden kann. Jugendschutzprogramme (nutzerautonome Filtersoftware) wie das von der FSM unterstützte JusProg sind in der Lage, die technischen Label auszulesen, um einen altersgerechten Zugang zu Internetinhalten zu ermöglichen.

## Aufgaben
Zu den zentralen Aufgaben gehört die Bekämpfung illegaler, jugendgefährdender und entwicklungsbeeinträchtigender Inhalte in Onlinemedien. Unternehmen, die Online-Angebote bereitstellen, sowie Medien- und Telekommunikationsverbände gehören dem im Jahr 1997 gegründeten Verein an. Im Mittelpunkt der Arbeit der FSM steht die umfassende fachliche Beratung und Unterstützung der Mitglieder. Für Mitgliedsunternehmen kann die FSM die Aufgaben des Jugendschutzbeauftragten wahrnehmen. Laut § 7 JMStV sind geschäftsmäßige Anbieter von allgemein zugänglichen Telemedien, die entwicklungsbeeinträchtigende oder jugendgefährdende Inhalte enthalten, verpflichtet, einen Jugendschutzbeauftragten zu bestellen. Anbieter mit weniger als 50 Mitarbeitern oder weniger als zehn Millionen Zugriffen im Monatsdurchschnitt können als Mitglieder diese Pflicht der FSM übernehmen lassen.
Die Anerkennung als Selbstkontroll-Einrichtung nach dem Jugendmedienschutz-Staatsvertrag war im Verein stark umstritten. Im Vorfeld des Staatsvertrags bot der Verein seinen Mitgliedern eine Beratung zu Inhalten unter dem Gesichtspunkt des Jugendschutzes an. Er machte aber massive Lobbyarbeit gegen Planungen, in den Staatsvertrag eine Lizenzierung von Selbstkontroll-Einrichtungen aufzunehmen. Der Verein erklärte: „Eine hoheitliche Zertifizierung von Einrichtungen der eigentlich "freiwilligen" Selbstkontrolle sei ein Widerspruch in sich.“ Als die Lizenzpflicht im Vertrag 2002 beschlossen wurde und 2003 in Kraft trat, trat der damalige Vorsitzende des Vereins zurück. Erst zwei Jahre später veranlassten seine Nachfolger eine Zertifizierung und damit Anerkennung des Vereins.

## Mitglieder
Mitglieder sind Unternehmen der Telekommunikations- und Onlinewirtschaft, die sich auf gemeinsame branchenspezifische Standards (Verhaltenskodizes) verständigen.
Verhaltenskodex für Betreiber von Social CommunitiesDer 2009 aufgesetzte Kodex enthält konkrete Maßnahmen zum Schutz vor Kontakt- und Kommunikationsrisiken vor allem junger Nutzer. Die Regelungen beziehen sich unter anderem auf Gestaltungsmöglichkeiten der Privatsphäreeinstellungen und gezielte Nutzeraufklärung.
Selbstkontrolle SuchmaschinenIn einem 2006 für Suchmaschinenanbieter entwickelten Sub-Kodex zum allgemeinen Verhaltenskodex der FSM haben sich die Anbieter freiwillig dazu verpflichtet, Internetadressen (URLs), die von der Bundesprüfstelle für jugendgefährdende Medien (BPjM) auf den Index jugendgefährdender Medien gesetzt wurden, einheitlich und zeitnah in ihren Ergebnislisten nicht mehr anzuzeigen. Für die Kooperation mit der Selbstkontrolle Suchmaschinen wurde das „BPjM-Modul“ entwickelt. Dieses enthält zur automatisierten Verarbeitung aufbereitete Datensätze, die von der BPjM verschlüsselt an die Suchmaschinenanbieter übermittelt werden. Die dem Telemediengesetz (Teile C und D) unterliegenden Datensätze der indizierten Angebote sind nicht öffentlich zugänglich. Bei gezielter Anfrage nach einzelnen Internet-Adressen wird eine Auskunft erteilt.
Selbstkontrolle MobilfunkDie Mobilfunkanbieter, die Mitglied der FSM sind, haben einen Verhaltenskodex gezeichnet, der den Jugendmedienschutz im Mobilfunkbereich regelt. Zu den festgelegten Maßnahmen gehören eine kostenfreie Jugendschutzhotline unter der Nummer 22988 und eine Aufklärungswebsite, die gemeinsam mit klicksafe und der Landesstelle für Kinder- und Jugendschutz Sachsen-Anhalt erstellt wurde.
Selbstkontrolle der ChatanbieterDer Verhaltenssubkodex der Chatanbieter enthält Maßnahmen, um Kinder bei der Nutzung von Chats vor möglichen Risiken wie sexuellen Übergriffen oder Cybermobbing zu schützen.

## Gegenstand der Arbeit der Beschwerdestelle
Die Beschwerdestelle bearbeitet Beschwerden, die sich gegen Inhalte richten, die gegen den Jugendmedienschutz und den Schutz der Menschenwürde verstoßen. Hierzu gehören insbesondere die folgenden Inhalte:
- Frei zugängliche Pornografie
- Kinderpornografie
- Darstellungen von Kindern und Jugendlichen in unnatürlich geschlechtsbetonter Körperhaltung
- Verherrlichende, verharmlosende oder menschenunwürdige Gewaltdarstellungen
- Gewalt- und Tierpornografie
- Volksverhetzende und kriegsverherrlichende Darstellungen, Propagandamittel verfassungswidriger Organisationen
- Sonstige jugendgefährdende Inhalte, die ohne hinreichende Beschränkungen frei zugänglich sind
- Verstöße gegen die allgemein anerkannten journalistischen Grundsätze
- Verstoß gegen die Pflichten zur Anbieterkennzeichnung durch Mitglieder der FSM

## Sanktionsmöglichkeiten
Wenn eine Beschwerde gegen ein FSM-Mitglied berechtigt ist, hat die Beschwerdestelle vier Sanktionsmöglichkeiten:
- Hinweis mit Abhilfeaufforderung
- Rüge
- Vereinsstrafe (Geldbetrag)
- Vereinsausschluss[3]